# Ircinia fusca
Ircinia fusca är en svampdjursart som först beskrevs av Carter 1880.  Ircinia fusca ingår i släktet Ircinia och familjen Irciniidae. Inga underarter finns listade i Catalogue of Life.